# Fan Ho
Fan Ho (Shanghai, 8 ottobre 1931 – San Jose, 19 giugno 2016) è stato un fotografo, regista e attore cinese.
Con le sue fotografie, dal 1956, ha vinto circa 280 premi in mostre e competizioni internazionali. Le sue opere fanno parte di diverse collezioni pubbliche e private tra cui il M+ Museum di Hong Kong, la Biblioteca nazionale di Francia di Parigi e il San Francisco Museum of Modern Art. Viene considerato un maestro della cosiddetta street photography. La sua foto intitolata "Approaching Shadow", forse la più famosa, è stata venduta dalla casa d'asta Bonhams ad Hong Kong nel 2015 per 48.000 USD.

## Biografia
Allo scoppio della guerra nel 1941, i genitori di Ho furono bloccati a Macao per alcuni anni e Fan Ho fu lasciato alle cure di un domestico a Canton. Con la sua famiglia emigrò a Hong Kong nel 1949. Colonia britannica, Hong Kong nel giro di pochi anni vide quadruplicare la sua popolazione in fuga dalle guerre, dapprima a causa della guerra mondiale e dell'invasione della Cina da parte dei giapponesi ed in seguito dalla guerra civile tra i comunisti di Mao Zedong e il Kuomintang. Appena arrivato in città, il padre, un commerciante benestante, aprì una tipografia.
Ha iniziato a fotografare molto giovane con una vecchia Kodak Brownie del padre, in seguito con una biottica Rolleiflex che a 14 anni suo padre gli regalò. Le sue immagini mostrano un fascino per la vita urbana, i vicoli, i bassifondi, i mercati, le strade. Gran parte del suo lavoro consistette nel fotografare venditori ambulanti, ragazze e bambini. Per sviluppare i suoi rullini fotografici aveva usato la vasca da bagno di famiglia, ben presto accumulò un significativo numero di fotografie bianconero, con cui aveva raccontato Hong Kong negli anni '50 e '60, anni in cui la città si stava trasformando e si apprestata a divenire un grande centro metropolitano. Quella Rolleiflex K4A fu usata da Ho per tutta la sua carriera.
Ho è stato membro della Photographic Society of America, della Royal Photographic Society e della Royal Society of Arts in Inghilterra e membro onorario delle società fotografiche di Singapore, Argentina, Brasile, Germania, Francia, Italia e Belgio. È stato nominato uno dei "dieci migliori fotografi del mondo" dalla Photographic Society of America tra il 1958 e il 1965. Dal 1961 al 1994, Ho è stato anche un affermato regista e attore, girando una vasto numero di film. In principio ha lavorato con Shaw Brothers fino al 1969, principalmente come attore, per poi diventare regista lavorando con varie compagnie cinematografiche tra Hong Kong e Taiwan.
Tre dei suoi film hanno fatto parte della "Selezione Ufficiale" dei festival Internazionali, come Cannes, Berlino e San Francisco; e cinque dei suoi film sono stati selezionati nella "Collezione permanente" del Taiwan Film Institute e del National Film Archive di Hong Kong. È stato attivo anche nel settore del cinema erotico con film come Dalla Cina con amore... in Danimarca con furore (Adventure in Denmark, 1973), Girl with the Long Hair (1975) e Temptation Summary (1990) di grande successo in Oriente.
La moglie e i figli di Ho emigrarono a San Jose, in California, nel 1979 per permettere loro di seguire un'istruzione universitaria, cui seguì anche lui nel 1996, dopo essersi ritirato dal cinema. La figlia, Claudia, afferma che quando si ritirò dal cinema e venne in America si sentì sempre più scontento e scoraggiato per quello che considerava un fallimento nel perseguire l'arte e anche la sua salute cominciò a declinare. I familiari gli consigliarono di riprendere la sua attività fotografica, perciò riprese in mano i suoi vecchi negativi e iniziò a mostrare le sue fotografie in varie gallerie. Un incontro casuale con Mark Pinsukanjana della Galleria Modernbook di Palo Alto gli offrirà la possibilità di esporre nel 2000 la sua prima mostra personale dagli anni '60.
La Modernbook ha continuato a proporre le sue foto e nel 2006 sono state esposte a New York, nello stesso anno è uscito il catalogo Honk Kong Yesterday che in copertina riportava la famosa immagine Approaching Shadow (scattata nel 1954). Molte delle foto che ha ristampato in questo periodo sono state pubblicate per la prima volta nella sua monografia A Hong Kong Memoir nel 2014, dopo averle esposte ancora alla Galleria Modernbook nel 2011 e nel 2014.
Fan Ho è morto a San Jose il 19 giugno 2016 a causa di una polmonite. 32 fotografie scattate nel 1950 a Hong Kong ed oggetti personali, tra cui la sua Rolleiflex e il primo libro pubblicato, Thoughts on Street Photography, sono state esposte nella galleria Sotheby's di Hong Kong nel giugno 2017. Una nuova monografia, Portrait of Hong Kong, è stata pubblicata nello stesso mese in concomitanza con la mostra. Portrait of Hong Kong contiene 153 nuove fotografie di strada che sono state selezionate tra 500 negativi scelti da Ho prima di morire nel 2016. Dopo la sua morte, i familiari hanno impiegato un anno per completare il progetto.